# Виктор (футбольный клуб)
«Виктор» (укр. ФК «Віктор») — украинский футбольный клуб из Запорожья существовавший в 1992—2000 годах. «Виктор» выступал во второй лиге с 1994 по 2000 год. В своем лучшем сезоне (1997/98) команда заняла 6 место из 17.

## История
В начале 1990-х годов Виктор Николаевич Огаренко возглавлял одну из первых частных фирм на Украине «Укрторгстройматериалы». Одним из её подразделений руководил Александр Томах, в прошлом футболист и тренер. Однажды, находясь в командировке в Венгрии, Огаренко и Томах отдыхали вечером в гостинице и в ходе разговора пришли к выводу, что капитал их фирмы даёт им возможность организовать собственную команду. После возвращения на Украину они принялись воплощать эту идею в жизнь. Организатором команды стал Томах. Он пригласил на должность тренера Бориса Стукалова. С целью использования инфраструктуры спорткомитета ДСО «Спартак» к проекту присоединился его глава Владимир Лобанов.
Огаренко и Томах забрали к себе весь выпуск СДЮШОР «Металлург», который разбавили опытными воспитанниками запорожского футбола. Из России вернули Тараса Гребенюка, из дубля киевского «Динамо» — Максима Тищенко и Владимира Ванина, из павлоградского «Шахтёра» — Валентина Полтавца. Также двух футболистов из России привёз с собой Стукалов. После того как Стукалов вернулся в Россию, главным тренером «Виктора» стал сам Александр Томах.
Из отобранных игроков собрали две команды — взрослую и молодёжную. Молодёжная команда набиралась опыта в заграничных турнирах, а взрослая сначала выиграла чемпионат области, затем прошла переходную лигу и завоевала место во второй лиге. Чем выше поднимался уровень команды, тем сложнее становилось её финансировать.
В сезоне 1994/1995 запорожский «Металлург» провёл неудовлетворительно половину сезона и был на грани вылета. Томах был приглашён на место главного тренера и привёл в «Металлург» из «Виктора» 10 футболистов. В «Викторе» же осталась молодёжь, которая, не смогла демонстрировать уровня игры предшественников. Последний сезон во второй лиге команда провела в 1999-2000 годах, в котором заняла последнее место в турнирной таблице своей группы. В следующем сезоне, на базе «Виктора» была сформирована команда «СДЮШОР-Металлург», которая участвовала во второй лиге в качестве фарм-клуба «Металлурга». 

## Статистика
| Сезон   | Чемпионат       | Чемпионат | Чемпионат | Чемпионат | Чемпионат | Чемпионат | Чемпионат | Чемпионат | Кубок        | Кубок | Кубок | Кубок | Кубок | Кубок | Кубок | Примечание |
| Сезон   | Лига            | Место     | И         | Пб.       | Н         | Пр.       | М         | О         | Этап         | И     | Пб.   | Н     | Пр.   | М     | О     | Примечание |
| ------- | --------------- | --------- | --------- | --------- | --------- | --------- | --------- | --------- | ------------ | ----- | ----- | ----- | ----- | ----- | ----- | ---------- |
| 1993/94 | Переходная      | из 18     | 34        | 20        | 8         | 6         | 65−25     | 48        | —            | —     | —     | —     | —     | —     | —     |            |
| 1994/95 | Вторая          | 17 из 22  | 42        | 12        | 6         | 24        | 54−60     | 42        | 1/16 финала  | 4     | 2     | 0     | 2     | 4−11  | 4     |            |
| 1995/96 | Вторая Группа Б | 8 из 21   | 38        | 19        | 5         | 14        | 54-34     | 62        | 1/128 финала | 0     | 0     | 0     | 0     | 0−0   | 0     | Неявка     |
| 1996/97 | Вторая Группа Б | 8 из 17   | 32        | 12        | 8         | 12        | 46−48     | 44        | 1/32 финала  | 2     | 1     | 0     | 1     | 1−2   | 2     |            |
| 1997/98 | Вторая Группа Б | 6 из 17   | 32        | 12        | 7         | 13        | 41−38     | 43        | 1/128 финала | 1     | 0     | 0     | 1     | 1−2   | 0     |            |
| 1998/99 | Вторая Группа Б | 10 из 16  | 26        | 10        | 5         | 11        | 24−36     | 35        | 1/128 финала | 2     | 0     | 0     | 2     | 2−8   | 0     |            |
| 1999/00 | Вторая Группа Б | 14 из 14  | 26        | 3         | 6         | 17        | 15−49     | 15        | —            | —     | —     | —     | —     | —     | —     |            |
| Всего   | Переходная      | 1 сезон   | 34        | 20        | 8         | 6         | 65−25     | 48        | >4 сезона    | 9     | 3     | 0     | 6     | 8−23  | 6     |            |
| Всего   | Вторая лига     | 6 сезонов | 196       | 68        | 37        | 91        | 234−265   | 173       |              |       |       |       |       |       |       |            |